# Пиерлуиджи Мартини
Пиерлуиджи Мартини (на италиански: Pierluigi Martini) (роден на 23 април 1961 г., в Луго ди Романя, Италия) е автомобилен състезател, бивш пилот от Формула 1.
Има 124 старта във Формула 1, дебютира на 9 септември 1985 година в старта за голямата награда на Италия. Във Формула 1 е събрал общо 18 точки. Най-доброто му класиране е четвърти.
През 1999 година печели състезанието 24-те часа на Льо Ман, в екип с Яник Далмас и Яоаким Уинкелхок и кола БМВ.